# Філіпп фон Кобенцль
Граф Йоганн Філіп фон Кобенцль (нім. Johann Philipp Graf Cobenzl; 28 травня 1741 — 30 листопада 1810) — державний діяч Габсбурзької монархії і Австрійської імперії.

## Біографія
Філіпп Кобенцль народився в Любляні, Герцогства Крайна, син скарбника графа Гідобальда фон Кобенцля (1716—1797) і його дружини графині Марії Бенігно фон Монтріхер (1720—1793). Сім'я Кобенцль, походила з Каринтії, була зведена в фрайхерр дворянський титул в 1588 році і в імперські графи в 1722; його двоюрідний брат граф Людвіг фон Кобенцль (1753—1809) був міністром закордонних справ Габсбурзької монархії з 1801 по 1805 рік.
Філіпп фон Кобенцль виріс в Пред'ямському замку поблизу Постойни. Він вступив на дипломатичну службу Габсбургів; в 1777 році супроводжував імператора Йосифа II («графа Фалкенштейна») під час його візиту до сестри, королеви Марії-Антуанетти, до Франції. Відразу ж після цього Кобенцль відправився в Берлін в якості посланника Габсбургів, але був не в змозі запобігти початку прусським королем Фрідріхом Великим війни за баварську спадщину. У 1779 році він сприяв підписанню Тешенского договору і вступив на посаду австрійського віце-канцлера, змінивши князя Антона Кауніца в 1792 році, проте, вже в березні 1773 року на ґрунті розбіжностей з приводу другого розділу Польщі, він пішов у відставку зі свого поста, який зайняв барон Франц фон Тугут.
З 1801 обіймав посаду посла Габсбургів в Парижі. Вийшов у відставку в 1805 році, а потім жив у своєму маєтку в Деблінзі на північ від Відня. Він був покровителем мистецтв, підтримував стосунки з Вольфгангом Амадеєм Моцартом, і в значній мірі сприяв кар'єрі художника-неокласициста Франца Косигая. У 1809 році він повідомив Наполеону Бонапарту про демографію новостворених Іллірійських провінцій.
Після його смерті рід Кобенцль припинив існування.
Філіпп фон Кобенцль похований на віденському Кладовищі Святого Марка.
Вулиця в районі Деблінг була названий на його честь в 1894 році.